# Elis Fischer
Elis Fischer (Askersund, 18 januari 1834 - Stockholm, 19 augustus 1889) was een Zweeds bankier en zakenman.
Fischer studeerde rechten aan de Universiteit van Uppsala. Hij is bekend van het Fischer-proces in december 1886, waarin hij werd beschuldigd van economische misdaad. 
Hij was de grootvader van de cameraman Gunnar Fischer. 